# Satura
Satura (с лат. — «смесь, всякая всячина») — третий студийный альбом швейцарской готик-метал-группы Lacrimosa. Музыка и тексты ко всем песням написаны Тило Вольффом. Запись альбома проходила в базельской студии Fort Vox Tonstudio. Выпуск диска состоялся в 1993 году на лейбле Hall of Sermon. В том же году в Лейпциге стартовал первый тур группы в поддержку своего альбома. Альбому предшествовал сингл «Alles Lüge».
Альбом Satura в целом выдержан в жанре дарквейв. На заглавную композицию был снят первый клип группы. Обложку альбома, как и для предыдущих альбомов Lacrimosa, оформил Штелио Диамантопоулос.

## Издания альбома
Помимо компакт-диска в 1993 году лейблом Hall of Sermon было выпущено виниловое издание альбома с отличающимся списком композиций. Российское издание альбома и лимитированное мексиканское издание, выпущенные в 2002 году соответственно лейблами Irond и Scarecrow по лицензии Hall of Sermon, содержат второй диск — сингл «Alles Lüge».

## Список композиций
| № | Оригинальное название | Перевод        | Музыка/слова | Время |
| 1 | Satura                | Смесь          | Тило Вольфф  | 9:21  |
| 2 | Erinnerung            | Воспоминание   | Тило Вольфф  | 6:41  |
| 3 | Crucifixio            | Распятие       | Тило Вольфф  | 6:25  |
| 4 | Versuchung            | Искушение      | Тило Вольфф  | 8:40  |
| 5 | Das Schweigen         | Молчание       | Тило Вольфф  | 8:05  |
| 6 | Flamme im Wind        | Пламя на ветру | Тило Вольфф  | 10:34 |

Виниловое издание альбома, выпущенное лейблом Hall of Sermon, имеет другой трек-лист: в нём отсутствует композиция «Versuchung», а последней песней является «Mutatio spiritus» (с лат. — «Обмен ду́хами»), выпущенная также на сингле «Stolzes Herz». Мексиканское издание альбома в качестве бонусного трека содержит песню «Alles Lüge» (с нем. — «Всё — ложь»).

## Участники записи
В записи альбома приняли участие:
- Тило Вольфф (нем. Tilo Wolff) — тексты, музыка, вокал, клавишные, ударные
- Филиппе Алиот (нем. Philippe Alioth) — программинг, звукоинженер
- Сабина Реманн (нем. Sabina Rehmann) — скрипка
- Себастьян Хаусманн (нем. Sebastian Hausmann) — гитара, бас-гитара
- Наташа Пикель (нем. Natascha Pickel) — детский голос в треке «Erinnerung»

## Обложка и буклет
Над оформлением работали:
- Тило Вольфф — идея оформления
- Штелио Диамантопоулос (нем. Stelio Diamantopoulos) — художник-оформитель
- Эрик Фантом (англ. Eric The Phantom) — фотограф
- Феликс Флаухер (нем. Felix Flaucher) — второй фотограф
- Домина Электра (англ. Domina Electra) — модель
- Студия Imago — разработка, реализация